# 三山体育館駅
三山体育館駅（サムサン・チェユックァンえき）は大韓民国仁川広域市富平区三山洞・富開洞・京畿道富川市上洞に跨って位置する、仁川交通公社7号線の駅。駅番号は757。「韓国漫画博物館・ウェブトゥーン融合センター」の副駅名が付与されている。
駅所在地は仁川広域市となっているが、駅施設の東側は富川市に跨っている。

## 歴史
- 2012年10月27日 - ソウル特別市都市鉄道公社（当時）7号線の駅として開業。
- 2017年5月31日 - ソウルメトロとソウル特別市都市鉄道公社が統合され、7号線はソウル交通公社の駅となる。
- 2022年1月1日 - 7号線・カチウル-石南間の運営権を仁川交通公社に移管。

## 駅構造

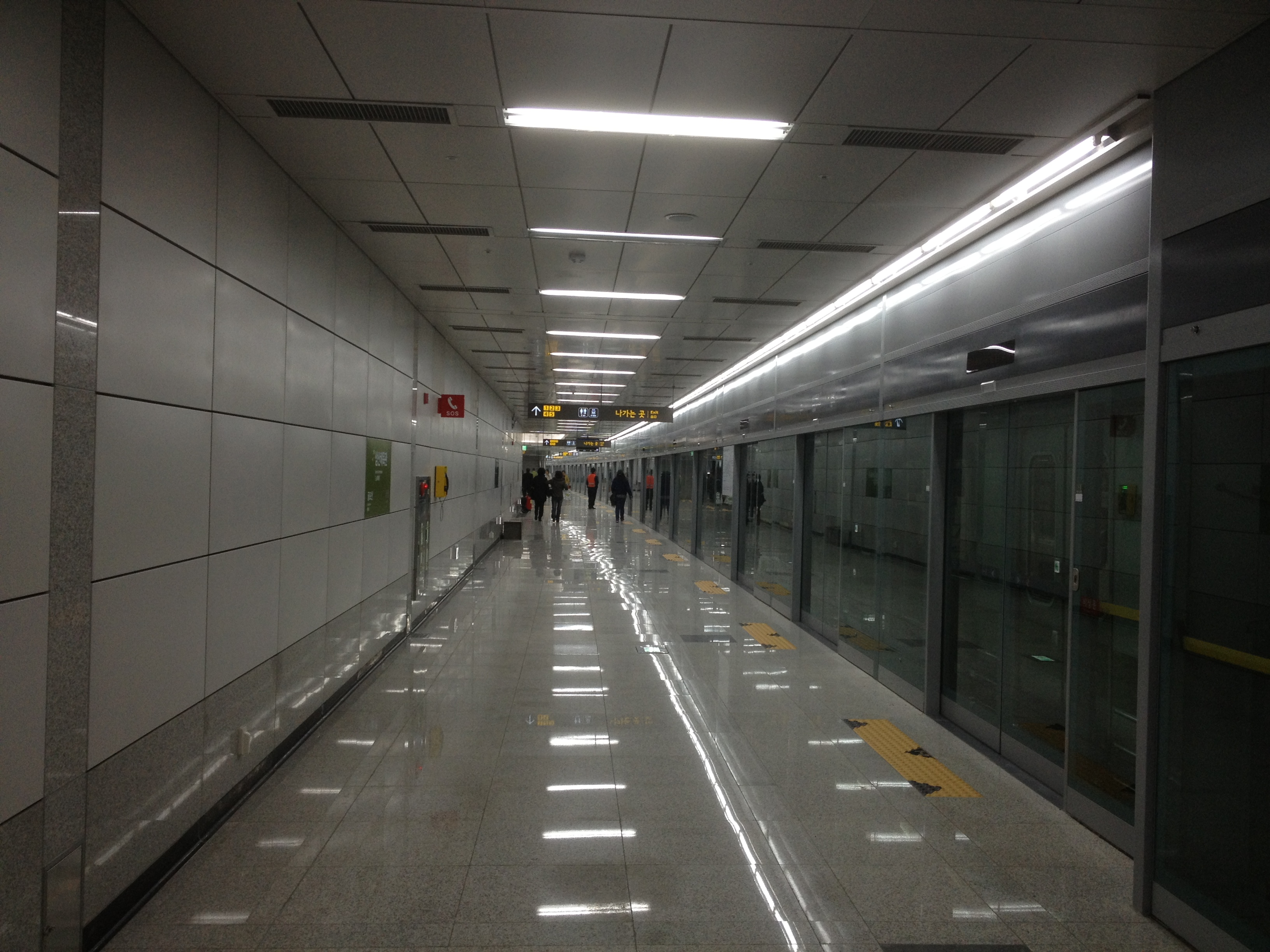
ホーム

相対式ホーム2面2線を有する地下駅である。出入口は1番から5番までの合計5ヶ所あり、うち5番出入口は富川市にある。

### のりば
案内上ののりば番号は設定されていない。
| 上り | 7号線 | 温水・大林・高速ターミナル・建大入口・長岩方面 |
| 下り | 7号線 | 富平区庁方面                                   |

## 利用状況
近年の一日平均利用人員推移は下記のとおり。なお、2012年は開業日の10月27日から12月31日までの66日間の平均である。
| 路線  | 路線     | 2010年 | 2011年 | 2012年 | 2013年 | 2014年 | 2015年 | 2016年 | 2017年 | 出典  |
| ----- | -------- | ------ | ------ | ------ | ------ | ------ | ------ | ------ | ------ | ----- |
| 7号線 | 乗車人員 | 未開通 | 未開通 | 4,425  | 4,972  | 5,664  | 5,556  | 5,632  | 5,523  | [ 2 ] |
| 7号線 | 降車人員 | 未開通 | 未開通 | 4,286  | 4,648  | 5,216  | 5,050  | 5,082  | 4,934  | [ 2 ] |
| 7号線 | 乗降人員 | 未開通 | 未開通 | 8,711  | 9,621  | 10,880 | 10,606 | 10,714 | 10,457 | [ 2 ] |

## 駅周辺
- アインスワールド（朝鮮語版）
- 韓国漫画博物館（朝鮮語版）
- 韓国映像漫画振興院
- 三山ワールド体育館（朝鮮語版） - プロバスケットボールチーム・仁川電子ランドエレファンツの本拠地。
- 上洞熊津プレイ都市（朝鮮語版）ウォーターパーク
- 仁川鎭山科学高等学校（朝鮮語版）
- 仁川未来生活高等学校（朝鮮語版）
- 富平デザイン科学高等学校

## 隣の駅
仁川交通公社
 7号線
上洞駅 (756) - 三山体育館駅 (757) - 掘浦川駅 (758)